# 호르헤 카라스칼
호르헤 안드레스 카라스칼 과르도(스페인어: Jorge Andrés Carrascal Guardo, 1998년 5월 25일 ~ )은 현재 캄페오나투 브라질레이루 세리이 A 소속 팀인 플라멩구에서 공격형 미드필더로 활약하고 있는 콜롬비아의 축구 선수이다.